# 2011年の鉄道
2011年の鉄道（2011ねんのてつどう）とは、2011年（平成23年）に起こった鉄道関係の出来事をまとめたページである。
2010年の鉄道 - 2011年の鉄道 - 2012年の鉄道

## 出来事の一覧

### 1月
- 1月2日
  - 台湾鉄路管理局
    - （新線開業）沙崙線 中洲駅 - 沙崙駅 (5.3 km)
    - （新駅開業） 中洲駅、長栄大学駅、沙崙駅（沙崙線）

### 2月
- 2月11日
  - 豊橋鉄道
    - （manaca導入） 東田本線 駅前停留場 - 赤岩口停留場・井原停留場 - 運動公園前停留場
    - （manaca導入） 渥美線 新豊橋駅 - 三河田原駅

  - 名古屋市交通局
    - （manaca導入） 東山線 高畑駅 - 藤が丘駅
    - （manaca導入） 名城線 金山駅 - 大曽根駅 - 金山駅
    - （manaca導入） 名港線 金山駅 - 名古屋港駅
    - （manaca導入） 鶴舞線 上小田井駅 - 赤池駅
    - （manaca導入） 桜通線 中村区役所駅（現・太閤通駅） - 野並駅
    - （manaca導入） 上飯田線 上飯田駅 - 平安通駅

  - 名古屋鉄道
    - （manaca導入） 犬山線 東枇杷島駅 - 新鵜沼駅
    - （manaca導入） 各務原線 名鉄岐阜駅 - 新鵜沼駅
    - （manaca導入） 空港線 常滑駅 - 中部国際空港駅
    - （manaca導入） 河和線 太田川駅 - 河和駅
    - （manaca導入） 小牧線 上飯田駅 - 犬山駅
    - （manaca導入） 瀬戸線 栄町駅 - 尾張瀬戸駅
    - （manaca導入） 竹鼻線 笠松駅 - 江吉良駅
    - （manaca導入） 築港線 大江駅 - 東名古屋港駅
    - （manaca導入） 知多新線 富貴駅 - 内海駅
    - （manaca導入） 津島線 須ヶ口駅 - 津島駅
    - （manaca導入） 常滑線 神宮前駅 - 常滑駅
    - （manaca導入） 豊川線 国府駅 - 豊川稲荷駅
    - （manaca導入） 豊田線 赤池駅 - 梅坪駅
    - （manaca導入） 名古屋本線 豊橋駅 - 名鉄岐阜駅
    - （manaca導入） 西尾線 新安城駅 - 吉良吉田駅
    - （manaca導入） 羽島線 江吉良駅 - 新羽島駅
    - （manaca導入） 尾西線 弥富駅 - 玉ノ井駅
    - （manaca導入） 広見線 犬山駅 - 新可児駅
    - （manaca導入） 三河線 猿投駅 - 碧南駅

  - 名古屋臨海高速鉄道
    - （manaca導入） 西名古屋港線 名古屋駅 - 金城ふ頭駅
    - 名古屋ガイドウェイバス
    - （manaca導入） ガイドウェイバス志段味線 大曽根駅 - 小幡緑地駅
- 2月23日
  - DMRC
    - （新線開業） デリー・メトロエアポートエクスプレス線 (22.7 km)

### 3月
- 3月1日
  - 熊本市交通局
    - （駅名改称） 本妙寺入口停留場 ← 本妙寺前駅（上熊本線）
    - （駅名改称） 花畑町停留場 ← 熊本城前停留場、熊本城・市役所前停留場←市役所前停留場（幹線）
    - （駅名改称） 神水・市民病院前停留場←神水橋（市民病院前）駅、動植物園入口停留場←動植物園前駅（健軍線）
    - （駅名改称） 新水前寺駅前停留場←水前寺駅通停留場（水前寺線）
- 3月5日
  - 東海旅客鉄道・西日本旅客鉄道・九州旅客鉄道
    - 「TOICA」・「ICOCA」と「SUGOCA」の相互利用開始（「TOICA」と「ICOCA」は2008年3月29日に相互利用開始済）。

  - 九州旅客鉄道
    - （SUGOCA導入） 山陽本線 下関駅 - 門司駅
- 3月12日
  - 西日本旅客鉄道
    - （運転開始） N700系7000番台電車（山陽新幹線 新大阪駅 - 九州新幹線 鹿児島中央駅）

  - 九州旅客鉄道
    - （延伸開業） 九州新幹線 博多駅 - 新八代駅 (130.0 km)
    - （新駅開業） 新鳥栖駅、新大牟田駅、新玉名駅（九州新幹線）
    - （新駅開業） 富合駅 （鹿児島本線 川尻駅 - 宇土駅間）
    - （新駅開業） 新鳥栖駅 （長崎本線 鳥栖駅 - 肥前麓駅間）
    - （駅移設・改称） 筑後船小屋駅 ← 船小屋駅（鹿児島本線）
    - （運転開始） N700系8000番台電車（山陽新幹線 新大阪駅 - 九州新幹線  鹿児島中央駅）

  - 日本貨物鉄道
    - （駅名改称） 帯広貨物駅←帯広駅、釧路貨物駅←新富士駅（根室本線）
    - （駅名改称） 函館貨物駅←五稜郭駅（函館本線）
    - （駅名改称） 苫小牧貨物駅←苫小牧駅（室蘭本線）
    - （駅名改称） 新小岩信号場駅←新小岩操駅（総武本線(本線、越中島支線、総武本線(新金線)）
    - （駅名改称） 仙台貨物ターミナル駅←宮城野駅（東北本線）
    - （駅名改称） 田端信号場駅←田端操駅（東北本線(北王子線)）
    - （駅名改称） 京都貨物駅←梅小路駅（東海道本線(本線、貨物支線)）

  - 関東鉄道
    - （新駅開業） ゆめみ野駅（常総線 新取手駅 - 稲戸井駅間）

  - 青い森鉄道
    - （駅移設） 野内駅（青森駅方面へ約1.6km移設）

  - 明知鉄道
    - （駅名改称） 花白温泉駅 ← 花白駅（明知線）
- 3月20日
  - 福井鉄道
    - （新駅開業） 泰澄の里駅 （福武線 三十八社駅 - 浅水駅間）
    - （新駅開業） 清明駅 （福武線 ハーモニーホール駅 - 江端駅間）
- 3月27日
  - 名古屋市交通局
    - （延伸開業） 桜通線 野並駅 - 徳重駅 (4.2 km)
    - （新駅開業） 鳴子北駅、相生山駅、神沢駅、徳重駅（桜通線）
- 3月30日
  - 釜山交通公社
    - （新線開業） 4号線 美南駅 - 安平駅 (10.8 km)
    - （新駅開業） 美南駅、東萊駅、寿安駅、楽民駅、忠烈祠駅、鳴蔵駅、書洞駅、錦糸駅、盤如農産物市場駅、石坮駅、霊山大駅、東釜山大学駅、古村駅、安平駅（4号線）

### 4月
- 4月1日
  - （改組） 函館市企業局交通部 ← 函館市交通局
  - （会社名変更） アルピコ交通 ← 松本電気鉄道
  - 京福電気鉄道
    - （PiTaPa・らんでんカード導入） 嵐山本線 四条大宮駅 - 嵐山駅
    - （PiTaPa・らんでんカード導入） 北野線 北野白梅町駅 - 帷子ノ辻駅
- 4月12日
  - 上海地鉄第四運営有限公司
    - （延伸開業） 6号線 霊岩南路駅 - 済陽路駅 (1.5 km)
    - （新駅開業） 済陽路駅（6号線）、（8号線 楊思駅 - 凌兆新村駅間）

### 5月
- 5月1日
  - 天津浜海快速発展有限公司
    - （延伸開業） 津浜軽軌（天津地下鉄9号線） 十一経路駅 - 中山門駅 (4.2 km)
    - （新駅開業） 十一経路駅、直沽駅、東興路駅（津浜軽軌(天津地下鉄9号線)）
- 5月7日
  - 上海地鉄第四運営有限公司
    - （駅名改称） 東方体育中心駅 ← 済陽路駅（6号線、8号線）

### 6月
- 6月15日
  - 深圳地鉄集団有限公司
    - （延伸開業） 1号線（羅宝線） 深大駅 - 機場東駅
    - （新駅開業） 桃園駅、大新駅、鯉魚門駅、前海湾駅、新安駅、宝安中心駅、宝体駅、坪洲駅、西郷駅、固戍駅、后瑞駅、機場東駅（1号線）
- 6月16日
  - 港鉄軌道交通(深圳)有限公司
    - （延伸開業） 4号線（竜華線） 少年宮駅 - 清湖駅
    - （新駅開業） 蓮花北駅、上梅林駅、民楽駅、白石竜駅、深圳北駅、紅山駅、上塘駅、竜勝駅、竜華駅、清湖駅（4号線）
- 6月22日
  - 深圳地鉄集団有限公司
    - （路線開業） 5号線（環中線） 前海湾駅 - 黄貝嶺駅 (40.0 km)
    - （新駅開業） 前海湾駅、臨海駅、宝華駅、宝安中心駅、翻身駅、霊芝駅、洪浪北駅、興東駅、留仙洞駅、西麗駅、大学城駅、塘朗駅、長嶺陂駅、深圳北駅、民治駅、五和駅、坂田駅、楊美駅、上水徑駅、下水徑駅、長竜駅、布吉駅、百鴿籠駅、布心駅、太安駅、怡景駅、黄貝嶺駅（5号線）
- 6月28日
  - 深圳地鉄集団有限公司
    - （延伸開業） 2号線（蛇口線） 世界之窓駅 - 新秀駅
    - （新駅開業） 僑城北駅、深康駅、安托山駅、僑香駅、香蜜駅、香梅北駅、景田駅、蓮花西駅、福田駅、市民中心駅、崗廈北駅、華強北駅、燕南駅、大劇院駅、湖貝駅、黄貝嶺駅、新秀駅

  - 深圳市地鉄三号線投資有限公司（深圳地下鉄）
    - （延伸開業） 3号線（竜崗線） 草埔駅 - 益田駅
    - （新駅開業） 水貝駅、田貝駅、翠竹駅、曬布駅、老街駅、紅嶺駅、通新嶺駅、華新駅、蓮花村駅、少年宮駅、福田駅、購物公園駅、石廈駅、益田駅（2号線）
- 6月30日
  - 中華人民共和国鉄道部
    - （新線開業） 京滬高速鉄道 北京南駅 - 上海虹橋駅 (1302 km)
    - （新駅開業） 北京南駅、廊坊駅、天津西駅、天津南駅、滄州西駅、徳州東駅、済南西駅、泰安駅、曲阜東駅、滕州東駅、棗荘駅、徐州東駅、宿州東駅、蚌埠南駅、定遠駅、滁州駅、南京南駅、鎮江南駅、丹陽北駅、常州北駅、無錫東駅、蘇州北駅、蘇州北駅、上海虹橋駅（京滬高速鉄道）

  - 上海地鉄第三運営有限公司
    - （新駅開業） 劉行駅、潘広路駅（7号線羅南新村駅 - 顧村公園駅間）

### 7月
- 7月1日
  - 富士急行
    - （駅名改称） 富士山駅 ← 富士吉田駅（大月線、河口湖線）

  - 神戸新交通
    - （駅名改称） みなとじま駅 ← 市民病院前駅、医療センター駅 ← 先端医療センター前駅、京コンピュータ前駅 ← ポートアイランド南駅（ポートアイランド線）
- 7月16日
  - 東日本旅客鉄道
    - （路線愛称使用開始） 奥久慈清流ライン（水郡線 水戸駅 - 安積永盛駅 - 東北本線 郡山駅・水郡線(常陸太田支線) 上菅谷駅 - 常陸太田駅）
- 7月28日
  - 重慶軌道交通
    - （新規開業） 1号線 較場口駅 - 沙坪垻駅

### 8月
- 8月12日
  - BTS
    - （延伸開業）バンコク・スカイトレインスクムウィット線オンヌット駅-ベーリング駅
    - （新駅開業） バーンチャーク駅、プナウィティ駅、ウドムスック駅、バーンナー駅、ベーリング駅
- 8月15日
  - 国際観光専用列車・運行開始（カザン駅〜北京駅）
- 8月19日
  - ハンプトン・ローズ交通
    - （新線開業）タイド(11.9 km)
- 8月24日
  - トルコ国鉄
    - （新線開業） トルコ高速鉄道アンカラ・コンヤ高速線

### 9月
- 9月2日
  - 台湾鉄路管理局
    - （新駅開業）浮洲駅（縦貫線 板橋駅 - 樹林駅間）
- 9月9日
  - ドバイ政府道路交通局
    - （新線開業）ドバイメトログリーン・ライン
- 9月16日
  - 西安地下鉄道有限責任公司
    - （新線開業） 2号線 (20.5 km)
    - （新駅開業） 北客駅、北苑駅、運動公園駅、行政中心駅、鳳城五路駅、市図書館駅、大明宮西駅、龍首原駅、安遠門駅、北大街駅、鐘楼駅、永寧門駅、南稍門駅、体育場駅、小寨駅、緯一街駅、会展中心駅（2号線）
- 9月27日
  - 重慶軌道交通
    - （延伸開業） 1号線 較場口駅 - 小什字駅
- 9月29日
  - 重慶軌道交通
    - （新規開業） 3号線 両路口駅 - 鴛鴦駅

### 10月
- 10月1日
  - 韓国鉄道公社
    - （駅名改称） 麗水エキスポ駅 ← 麗水駅（全羅線）
- 10月5日
  - 韓国鉄道公社
    - （電化・複線化） 全羅線
    - 全羅線においてKTXの運行を開始。
- 10月8日
  - SMRTトレインズ
    - （延伸開業） MRT環状線 カルデコット駅 - ハーバー・フロント駅
- 10月12日
  - 山万
    - 9期29年連続無事故運転達成により、関東運輸局長表彰を受賞。
- 10月20日
  - バンガロール・メトロ
    - （新線開業）パープル・ライン
- 10月23日
  - 北海道旅客鉄道
    - （高架化） 野幌駅（函館本線）
- 10月28日
  - 新盆唐線
    - （新線開業） 新盆唐線 江南駅 - 亭子駅 (17.8 km)
    - （新駅開業） 江南駅、良才駅、良才市民の森駅、清渓山入口駅、板橋駅、亭子駅（新盆唐線）
- 10月31日
  - 
    - （新線開業）アルジェ地下鉄1号線(9.2 km)

### 11月
- 11月11日
  - 台湾鉄路管理局
    - （新線開業）六家線(3.2 km)

### 12月
- 12月7日
  - 
    - （新線開業）前撫鉄道
- 12月11日
  - フランス国鉄
    - LGVライン-ローヌ線東支線
- 12月17日
  - 名古屋鉄道
    - （高架化） 河和線 太田川駅 - 高横須賀駅
    - （高架化） 常滑線 新日鉄前駅 - 尾張横須賀駅
- 12月26日
  - 
    - （新線開業） 広深港高速鉄道(102 km)
- 12月30日
  - 重慶軌道交通
    - （延伸開業） 3号線 二塘駅 - 両路口駅、鴛鴦駅 - 江北機場駅
- 12月31日
  - 北京地下鉄
    - （延伸開業） 15号線 後沙峪駅 - 俸伯駅

## 主なダイヤ改正

### 2月
- 2月13日
  - 長野電鉄

### 3月
- 3月5日
  - 東日本旅客鉄道
    - 東北新幹線で「はやぶさ」運転開始。

  - 西武鉄道
  - 東京地下鉄
  - 東武鉄道
- 3月11日
  - 京王電鉄
- 3月12日
  - 東海旅客鉄道、西日本旅客鉄道、四国旅客鉄道、九州旅客鉄道、日本貨物鉄道 - ダイヤ改正。
  - 明知鉄道
    - （運転開始） 急行「大正ロマン号」

  - 紀州鉄道
  - 北近畿タンゴ鉄道
    - 土佐くろしお鉄道
- 3月16日
  - 近畿日本鉄道
- 3月26日
  - 名古屋鉄道 - 詳細は「2005年からの名古屋鉄道ダイヤ改正」を参照

### 4月
- 4月9日
  - 東日本旅客鉄道

### 5月
- 5月14日
  - 阪急電鉄
    - 京都本線ダイヤ改正。

  - 大阪市交通局
    - 堺筋線ダイヤ改正。
- 5月28日
  - 京阪電気鉄道
    - 宇治線、鴨東線、交野線、京阪本線、中之島線ダイヤ変更。

### 6月
- 6月4日
  - 九州旅客鉄道
    - 特急「あそぼーい!」運転開始。

### 7月
- 7月8日
  - 山万
    - ユーカリが丘線 平日夕方ラッシュ時増発。
- 7月9日
  - 東日本旅客鉄道
    - 東日本大震災に伴う東北新幹線・山形・秋田の各新幹線の徐行運転区間短縮によるダイヤ改正を実施。

### 9月
- 9月12日
  - 東日本旅客鉄道
    - 東日本大震災に伴う首都圏各路線の平日の節電ダイヤ終了。

  - 小田急電鉄
    - 東日本大震災に伴う平日の節電ダイヤ終了。

  - 首都圏新都市鉄道
    - 東日本大震災に伴う平日の節電ダイヤ終了。

  - 西武鉄道
    - 東日本大震災に伴う平日の節電ダイヤ終了。

  - 東京地下鉄
    - 東日本大震災に伴う平日の節電ダイヤ終了。
- 9月23日
  - 東日本旅客鉄道
    - 東日本大震災に伴う東北新幹線・山形新幹線・秋田新幹線の各新幹線の徐行運転を終了。

### 10月
- 10月1日
  - 大井川鐵道

### 12月
- 12月17日
  - 名古屋鉄道 - 詳細は「2005年からの名古屋鉄道ダイヤ改正」を参照

## 災害・不通・事故・事件など
※復旧理由が記載されていないものは東日本大震災による運転見合わせ。

### 1月
- 1月1日
  - 西日本旅客鉄道
    - （事故） 山陰本線 東山公園駅 - 伯耆大山駅間で、豪雪のため下市駅 - 御来屋駅間で立ち往生中の特急「スーパーおき5号」の救援に向かったラッセル車が脱線。
- 1月15日
  - 東日本旅客鉄道
    - （輸送障害） 東北新幹線・山形新幹線・秋田新幹線が小山駅構内の架線補助線断線及び信号機トラブルが発生した影響により、一時各線の全線で不通となり、最大4時間不通となった。
- 1月17日
  - 東日本旅客鉄道
    - （システム障害） 新幹線総合システム(COSMOS)でシステム障害が発生、東日本旅客鉄道が運行する東北、上越、山形、秋田、北陸の各新幹線の全列車が1時間15分不通になった（COSMOS自体は自然復旧）。後に、システムへの連続入力回数過多により、システム上の処理上限値を超えたことが原因と判明。
- 1月27日
  - 西日本旅客鉄道
    - （事故） 湖西線 永原駅構内で、折り返し列車が積雪に乗り上げ脱線。

### 2月
- 2月1日
  - 東日本旅客鉄道
    - （事故・処分） 飯山線 大根原踏切（森宮野原駅 - 足滝駅間）で、列車と踏切内に進入した軽自動車が衝突し、軽自動車の運転手が死亡。踏切故障のため電気係が同踏切で修理を行っていたが、列車の接近に気付かず軽自動車の踏切進入を許可したことが原因。同日北陸信越運輸局より警告文書発出。
- 2月4日
  - 東京モノレール
    - （災害） 東京モノレール羽田空港線 品川変電所で火災のため、約2時間にわたり全線で不通となった。
- 2月15日
  - 東日本旅客鉄道・日本貨物鉄道
    - （事故） 東北本線黒磯駅で、入換作業中の電気機関車が別の電気機関車と衝突（黒磯駅機関車衝突事故）。
- 2月19日
  - 叡山電鉄
    - （インシデント） 叡山本線 元田中1号踏切（元田中駅 - 茶山駅間）で、警報機が作動していない状態で列車が踏切に進入するインシデント発生。
- 2月22日
  - 四国旅客鉄道
    - （処分） 2月12日に徳島線の運転士が乗務中に私用の携帯電話を使用していた不祥事を受け、四国運輸局より警告文書発出。

### 3月
- 3月10日
  - 東日本旅客鉄道・日本貨物鉄道
    - （事故） 成田線滑河駅で貨物列車が脱線（滑河駅列車脱線事故）。

  - 京王電鉄
    - （インシデント） 京王線 飛田給11号踏切（飛田給駅 - 武蔵野台駅間）で、踏切遮断完了前に列車が通過するインシデント発生。
- 3月11日
  - 東日本旅客鉄道、三陸鉄道、仙台空港鉄道など
    - （災害） 東北地方太平洋沖地震及びそれにより引き起こされた津波、火災など（東日本大震災）により、岩手県、宮城県、福島県の沿岸部を中心に甚大な被害が発生。首都圏などでも、一時運転を見合わせるなどの影響が発生した。詳細は、東日本大震災による鉄道への影響を参照。

  - 京王電鉄
    - （処分） 前日発生のインシデントを受け、関東運輸局より警告文書発出。
- 3月12日
  - 東日本旅客鉄道
    - （運転再開） 上越新幹線 大宮駅 - 新潟駅 (303.6 km)（全線復旧）
    - （運転再開） 東北新幹線 東京駅 - 大宮駅 (30.3 km)（上越・北陸新幹線直通のみ）
    - （運転再開） 北陸新幹線 高崎駅 - 長野駅 (117.4 km)（全線復旧）
    - （運転再開） 赤羽線（埼京線） 池袋駅 - 赤羽駅 (5.5 km)（全線復旧）
    - （運転再開） 飯山線 豊野駅 - 戸狩野沢温泉駅 (27.5 km)
    - （運転再開） 五日市線 拝島駅 - 武蔵五日市駅 (11.1 km)（全線復旧）
    - （運転再開） 伊東線 熱海駅 - 伊東駅 (16.9 km)（全線復旧）
    - （運転再開） 羽越本線 新津駅 - 酒田駅 (166.9 km)
    - （運転再開） 内房線 蘇我駅 - 安房鴨川駅 (123.2 km)（全線復旧）
    - （運転再開） 青梅線 立川駅 - 奥多摩駅 (37.2 km)（全線復旧）
    - （運転再開） 川越線 大宮駅 - 高麗川駅 (30.6 km)（全線復旧）
    - （運転再開） 久留里線 木更津駅 - 上総亀山駅 (32.2 km)（全線復旧）
    - （運転再開） 京葉線 東京駅 - 蘇我駅 (43.0 km)（全線復旧）
    - （運転再開） 相模線 茅ケ崎駅 - 橋本駅 (33.3 km)（全線復旧）
    - （運転再開） 常磐線 上野駅 - 取手駅 (39.6 km)（快速線・緩行線復旧）
    - （運転再開） 信越本線 長野駅 - 長岡駅 (148.0 km)
    - （運転再開） 総武本線 東京駅 - 銚子駅 (120.5 km)・御茶ノ水駅 - 錦糸町駅 (4.3 km)（全線復旧）
    - （運転再開） 外房線 千葉駅 - 安房鴨川駅 (93.3 km)（全線復旧）
    - （運転再開） 高崎線 大宮駅 - 高崎駅 (74.7 km)（全線復旧）
    - （運転再開） 中央本線（中央東線） 神田駅 - 代々木駅 (8.3 km)・新宿駅 - 小淵沢駅 (163.4 km)（全線復旧）
    - （運転再開） 東海道本線 東京駅 - 熱海駅 (104.6 km)（東海道線系統復旧）
    - （運転再開） 東金線 大網駅 - 成東駅 (13.8 km)（全線復旧）
    - （運転再開） 東北本線 東京駅 - 宇都宮駅 (109.5 km)（京浜東北線復旧）・日暮里駅 - 赤羽駅 (7.6 km)（列車線復旧）・赤羽駅 - 大宮駅 (18.0 km)（埼京線復旧）
    - （運転再開） 成田線 佐倉駅 - 松岸駅 (62.0 km)・成田駅 - 成田空港駅 (10.8 km)（本線・空港支線復旧）
    - （運転再開） 南武線 川崎駅 - 立川駅 (35.5 km)（本線復旧）
    - （運転再開） 根岸線 横浜駅 - 大船駅 (22.1 km)（全線復旧）
    - （運転再開） 白新線 新潟駅 - 新発田駅 (27.3 km)（全線復旧）
    - （運転再開） 八高線 八王子駅 - 倉賀野駅 (92.0 km)（全線復旧）
    - （運転再開） 山手線 品川駅 - 田端駅 (20.6 km)（全線復旧。環状運転再開・埼京線復旧）
    - （運転再開） 横須賀線 大船駅 - 久里浜駅 (23.9 km)（全線復旧。線内折り返し運転）
    - （運転再開） 横浜線 東神奈川駅 - 八王子駅 (42.6 km)（全線復旧）
    - （運転再開） 両毛線 小山駅 - 新前橋駅 (84.4 km)（全線復旧）
    - （直通運転再開） 京浜東北線 大宮駅 - 根岸線 大船駅
    - （直通運転再開） 埼京線 大崎駅 - 川越線 川越駅

  - 東海旅客鉄道
    - （運転再開） 御殿場線 国府津駅 - 沼津駅 (60.2 km)（全線復旧）

  - 西日本旅客鉄道
    - （運転再開） 紀勢本線（きのくに線） 新宮駅 - 和歌山駅 (200.7 km)（普通のみ）

  - 四国旅客鉄道
    - （運転再開） 牟岐線 徳島駅 - 海部駅 (79.3 km)（全線復旧）

  - 九州旅客鉄道
    - （運転再開） 指宿枕崎線 鹿児島中央駅 - 枕崎駅 (87.8 km)（全線復旧）
    - （運転再開） 大村線 早岐駅 - 諫早駅 (47.6 km)（全線復旧）
    - （運転再開） 鹿児島本線 熊本駅 - 八代駅 (35.7 km)・鹿児島中央駅 - 鹿児島駅 (3.2 km)（全線復旧）
    - （運転再開） 長崎本線 肥前山口駅 - 長崎駅 (85.7 km)・喜々津駅 - 浦上駅 (23.5 km)（全線復旧）
    - （運転再開） 日豊本線 杵築駅 - 佐伯駅 (98.6 km)・隼人駅 - 鹿児島駅 (27.9 km)
    - （運転再開） 三角線 宇土駅 - 三角駅(25.6 km)（全線復旧）

  - いすみ鉄道
    - （運転再開） いすみ線 大原駅 - 上総中野駅 (26.8 km)（全線復旧）

  - 江ノ島電鉄
    - （運転再開） 江ノ島電鉄線 藤沢駅 - 鎌倉駅 (10.0 km)（全線復旧）

  - 小田急電鉄
    - （運転再開） 江ノ島線 相模大野駅 - 片瀬江ノ島駅 (27.6 km)（全線復旧）
    - （運転再開） 小田原線 新宿駅 - 小田原駅 (82.5 km)（全線復旧）
    - （運転再開） 多摩線 新百合ヶ丘駅 - 唐木田駅 (10.6 km)（全線復旧）

  - 関東鉄道
    - （運転再開） 常総線 取手駅 - 水海道駅 (17.5 km)
    - （運転再開） 竜ヶ崎線 佐貫駅 - 竜ヶ崎駅 (4.5 km)（全線復旧）

  - 京成電鉄
    - （運転再開） 押上線 押上駅 - 青砥駅 (5.7 km)（全線復旧）
    - （運転再開） 金町線 京成高砂駅 - 京成金町駅 (2.5 km)（全線復旧）
    - （運転再開） 千葉線 京成津田沼駅 - 千葉中央駅 (12.9 km)（全線復旧）
    - （運転再開） 千原線 千葉中央駅 - ちはら台駅 (10.9 km)（全線復旧）
    - （運転再開） 成田空港線 印旛日本医大駅 - 成田空港駅 (19.1 km)（単独区間復旧）
    - （運転再開） 東成田線 京成成田駅 - 東成田駅 (7.1 km)（全線復旧）
    - （運転再開） 本線 京成上野駅 - 成田空港駅 (69.3 km)（全線復旧）

  - 京浜急行電鉄
    - （運転再開） 空港線 京急蒲田駅 - 羽田空港国内線ターミナル駅 (6.5 km)（全線復旧）
    - （運転再開） 久里浜線 堀ノ内駅 - 三崎口駅 (13.4 km)（全線復旧）
    - （運転再開） 逗子線 金沢八景駅 - 新逗子駅 (5.9 km)（全線復旧）
    - （運転再開） 大師線 京急川崎駅 - 小島新田駅 (4.5 km)（全線復旧）
    - （運転再開） 本線 品川駅 - 浦賀駅 (56.7 km)

  - 小湊鉄道
    - （運転再開） 小湊鉄道線 五井駅 - 上総中野駅 (39.1 km)（全線復旧）

  - 芝山鉄道
    - （運転再開） 芝山鉄道線 東成田駅 - 芝山千代田駅 (2.2 km)（全線復旧）

  - 首都圏新都市鉄道
    - （運転再開） つくばエクスプレス 秋葉原駅 - 流山おおたかの森駅 (26.5 km)

  - 新京成電鉄
    - （運転再開） 新京成線 松戸駅 - 京成津田沼駅 (26.5 km)（全線復旧）

  - 西武鉄道
    - （運転再開） 西武有楽町線 練馬駅 - 小竹向原駅 (2.6 km)（全線復旧）

  - 秩父鉄道
    - （運転再開） 秩父本線 羽生駅 - 武州荒木駅 (4.8 km)（全線復旧）

  - 千葉都市モノレール
    - （運転再開） 1号線 千葉みなと駅 - 千葉駅 (1.5 km)
    - （運転再開） 2号線 千葉駅 - 千城台駅 (12.0 km)（全線復旧）

  - 東京地下鉄
    - （運転再開） 日比谷線 北千住駅 - 上野駅 (5.3 km)（全線復旧）
    - （運転再開） 東西線 中野駅 - 高田馬場駅 (3.9 km)・妙典駅 - 西船橋駅 (4.0 km)（全線復旧）
    - （運転再開） 千代田線 綾瀬駅 - 北千住駅 (2.5 km)・表参道駅 - 代々木上原駅 (3.1 km)・北綾瀬駅 - 綾瀬駅 (2.1 km)（全線復旧）
    - （運転再開） 有楽町線 和光市駅 - 池袋駅 (11.5 km)（全線復旧）
    - （運転再開） 副都心線 和光市駅 - 渋谷駅 (20.4 km)（全線復旧）

  - 東京都交通局
    - （運転再開） 浅草線 押上駅 - 浅草橋駅 (3.1 km)（全線復旧）
    - （運転再開） 三田線 目黒駅 - 三田駅 (4.0 km)（全線復旧）

  - 東京モノレール
    - （運転再開） 東京モノレール羽田空港線 モノレール浜松町駅 - 羽田空港第2ビル駅 (17.8 km)（全線復旧）

  - 東京臨海高速鉄道
    - （運転再開） りんかい線 新木場駅 - 大崎駅 (12.2 km)（全線復旧）

  - 東武鉄道
    - （運転再開） 伊勢崎線 浅草駅 - 伊勢崎駅 (114.5 km)（本線復旧）
    - （運転再開） 宇都宮線 新栃木駅 - 東武宇都宮駅 (24.3 km)（全線復旧）
    - （運転再開） 越生線 坂戸駅 - 越生駅 (10.9 km)（全線復旧）
    - （運転再開） 亀戸線 曳舟駅 - 亀戸駅 (3.4 km)（全線復旧）
    - （運転再開） 鬼怒川線 下今市駅 - 新藤原駅 (16.2 km)（全線復旧）
    - （運転再開） 桐生線 太田駅 - 赤城駅 (20.3 km)（全線復旧）
    - （運転再開） 小泉線 館林駅 - 西小泉駅 (13.2 km)・太田駅 - 東小泉駅 (9.1 km)（全線復旧）
    - （運転再開） 佐野線 館林駅 - 葛生駅 (22.1 km)（全線復旧）
    - （運転再開） 大師線 西新井駅 - 大師前駅 (1.0 km)（全線復旧）
    - （運転再開） 東上本線 池袋駅 - 寄居駅 (75.0 km)（全線復旧）
    - （運転再開） 日光線 東武動物公園駅 - 東武日光駅 (94.5 km)（全線復旧）
    - （運転再開） 野田線 大宮駅 - 船橋駅 (62.7 km)（全線復旧）

  - 東葉高速鉄道
    - （運転再開） 東葉高速線 西船橋駅 - 東葉勝田台駅 (16.2 km)（全線復旧）

  - 富士急行
    - （運転再開） 大月線 大月駅 - 富士吉田駅 (23.6 km)（全線復旧）
    - （運転再開） 河口湖線 富士吉田駅 - 河口湖駅 (3.0 km)（全線復旧）

  - 北総鉄道
    - （運転再開） 北総線 京成高砂駅 - 印旛日本医大駅 (32.3 km)（全線復旧。京成成田空港線は運休）

  - 野岩鉄道
    - （運転再開） 会津鬼怒川線 新藤原駅 - 会津高原尾瀬口駅 (30.7 km)（全線復旧）

  - 紀州鉄道
    - （運転再開） 紀州鉄道線 御坊駅 - 西御坊駅 (2.7 km)（全線復旧）

  - 阿佐海岸鉄道
    - （運転再開） 阿佐東線 海部駅 - 甲浦駅 (8.5 km)（全線復旧）
- 3月13日
  - 北海道旅客鉄道
    - （運転再開） 江差線 五稜郭駅 - 江差駅 (79.9 km)（全線復旧）
    - （運転再開） 根室本線 浦幌駅 - 根室駅 (212.1 km)（全線復旧）
    - （運転再開） 函館本線 函館駅 - 倶知安駅 (193.3 km)（全線復旧）
    - （運転再開） 日高本線 苫小牧駅 - 様似駅 (146.5 km)（全線復旧）
    - （運転再開） 室蘭本線 長万部駅 - 苫小牧駅 (135.2 km)（全線復旧）

  - 東日本旅客鉄道
    - （運転再開） 鶴見線 鶴見駅 - 扇町駅 (7.0 km)・浅野駅 - 海芝浦駅 (1.7 km)・武蔵白石駅 - 大川駅 (1.0 km)（全線復旧）
    - （運転再開） 東海道本線（品鶴線） 品川駅 - 鶴見駅 (17.8 km)（全線復旧）
    - （運転再開） 南武線（南武支線） 尻手駅 - 浜川崎駅 (4.1 km)（全線復旧）
    - （直通運転再開） 東海道本線 東京駅 - 横須賀線 久里浜駅（横須賀線系統復旧）

  - 東海旅客鉄道
    - （運転再開） 紀勢本線 大内山駅 - 新宮駅(93.3 km)（全線復旧）

  - 西日本旅客鉄道
    - （運転再開） 特急「オーシャンアロー」、「くろしお」、「スーパーくろしお」

  - 四国旅客鉄道
    - （運転再開） 土讃線 後免駅 - 窪川駅 (82.5 km)

  - 九州旅客鉄道
    - （運転再開） 日豊本線 佐伯駅 - 南宮崎駅 (144.7 km)（全線復旧）
    - （運転再開） 日南線 南宮崎駅 - 志布志駅 (88.9 km)（全線復旧）
    - （運転再開） 宮崎空港線 田吉駅 - 宮崎空港駅 (1.4 km)（全線復旧）

  - 函館市交通局
    - （運転再開） 大森線 函館駅前駅 - 松風町停留場 (0.5 km)（全線復旧）
    - （運転再開） 宝来・谷地頭線 十字街停留場 - 谷地頭停留場 (1.4 km)（全線復旧）
    - （運転再開） 本線 函館どつく前停留場 - 函館駅前駅 (2.8 km)（全線復旧）

  - 会津鉄道
    - （運転再開） 会津線 西若松駅 - 会津高原尾瀬口駅 (57.4 km)（全線復旧）

  - 秋田内陸縦貫鉄道
    - （運転再開） 秋田内陸線 鷹巣駅 - 角館駅 (94.2 km)（全線復旧）

  - 秋田臨海鉄道
    - （運転再開） 秋田臨海鉄道線（北線） 秋田港駅 - 秋田北港駅 (2.5 km)（全線復旧）
    - （運転再開） 秋田臨海鉄道線（南線） 秋田港駅 - 向浜駅 (5.4 km)（全線復旧）

  - 関東鉄道
    - （運転再開） 常総線 水海道駅 - 下妻駅 (18.6 km)

  - 首都圏新都市鉄道
    - （運転再開） つくばエクスプレス 流山おおたかの森駅 - つくば駅 (31.8 km)（全線復旧）

  - 千葉都市モノレール
    - （運転再開） 1号線 千葉駅 - 県庁前駅 (1.7 km)（全線復旧）

  - 津軽鉄道
    - （運転再開） 津軽鉄道線 津軽五所川原駅 - 津軽中里駅 (20.7 km)（全線復旧）

  - 東京地下鉄
    - （災害・不通） 副都心線 和光市駅 - 池袋駅 (11.5 km)（輪番停電のため）

  - 東京都交通局
    - （運転再開） 日暮里・舎人ライナー 日暮里駅 - 見沼代親水公園駅 (9.7 km)

  - 京浜急行電鉄
    - （運転再開） 本線 泉岳寺駅 - 品川駅 (1.183 km)（全線復旧）

  - 十和田観光電鉄
    - （運転再開） 十和田観光電鉄線 三沢駅 - 十和田市駅 (14.7 km)（全線復旧）

  - 福島交通
    - （運転再開） 飯坂線 福島駅 - 飯坂温泉駅 (9.2 km)（全線復旧）

  - 由利高原鉄道
    - （運転再開） 鳥海山ろく線 羽後本荘駅 - 矢島駅 (23.0 km)

  - ゆりかもめ
    - （運転再開） 東京臨海新交通臨海線 新橋駅 - 豊洲駅 (14.7 km)（全線復旧）

  - 土佐くろしお鉄道
    - （運転再開） ごめん・なはり線 後免駅 - 奈半利駅 (42.7 km)（全線復旧）
    - （運転再開） 宿毛線 宿毛駅 - 中村駅 (23.6 km)（全線復旧）
    - （運転再開） 中村線 川奥信号場 - 中村駅 (43.0 km)（全線復旧）
- 3月14日
  - 東京電力管内で輪番停電開始。
  - 東日本旅客鉄道
    - （運転再開） 羽越本線 酒田駅 - 秋田駅 (104.8 km)（全線復旧）
    - （運転再開） 奥羽本線 秋田駅 - 青森駅 (185.8 km)
    - （運転再開） 米坂線 小国駅 - 坂町駅 (32.4 km)
    - （不通） 横浜線 東神奈川駅 - 八王子駅 (42.6 km)（輪番停電のため）

  - 青い森鉄道
    - （運転再開） 青い森鉄道線 浅虫温泉駅 - 青森駅 (17.2 km)

  - 関東鉄道
    - （運転再開） 常総線 下妻駅 - 下館駅 (15.0 km)（全線復旧）

  - 弘南鉄道
    - （運転再開） 大鰐線 中央弘前駅 - 大鰐駅 (13.9 km)（全線復旧）
    - （運転再開） 弘南線 弘前駅 - 黒石駅 (16.8 km)（全線復旧）

  - 仙台市交通局
    - （運転再開） 南北線 台原駅 - 富沢駅 (10.5 km)

  - わたらせ渓谷鐵道
    - （不通） わたらせ渓谷線 桐生駅 - 神戸駅 (26.4 km)（輪番停電のため）
- 3月15日
  - 北海道旅客鉄道
    - （運転再開） 海峡線 中小国駅 - 木古内駅 (87.8 km)（全線復旧）

  - 東日本旅客鉄道
    - （運転再開）  東北新幹線 大宮駅 - 那須塩原駅 (127.5 km)（「なすの」のみ。）
    - （運転再開） 奥羽本線 大曲駅 - 秋田駅 (51.7 km)（普通のみ。秋田新幹線は運休。）
    - （運転再開） 男鹿線 追分駅 - 男鹿駅 (26.6 km)（全線復旧）
    - （運転再開） 田沢湖線 赤渕駅 - 盛岡駅 (22.0 km)（普通のみ。秋田新幹線は運休。）
    - （運転再開） 津軽線 青森駅 - 三厩駅 (55.8 km)（全線復旧）
    - （運転再開） 東北本線 花巻駅 - 盛岡駅 (35.3 km)
- 3月16日
  - 東日本旅客鉄道
    - （運転再開） 奥羽本線 横堀駅 - 大曲駅 (48.6 km)
    - （運転再開） 烏山線 宝積寺駅 - 烏山駅 (20.4 km)（全線復旧）
    - （運転再開） 東北本線（宇都宮線） 宇都宮駅 - 黒磯駅 (53.8 km)（宇都宮線復旧）
    - （運転再開） 成田線（我孫子支線） 成田駅 - 我孫子駅 (32.9 km)（全線復旧）
    - （運転再開） 日光線 宇都宮駅 - 日光駅 (40.5 km)（全線復旧）
    - （運転再開） 横浜線 東神奈川駅 - 八王子駅 (42.6 km)（全線復旧。輪番停電のため14日から不通だった。）

  - IGRいわて銀河鉄道
    - （運転再開） いわて銀河鉄道線 盛岡駅 - いわて沼宮内駅 (32.0 km)

  - 青い森鉄道
    - （運転再開） 青い森鉄道線 八戸駅 - 浅虫温泉駅 (78.8 km)

  - 三陸鉄道
    - （運転再開） 北リアス線 陸中野田駅 - 久慈駅 (11.1 km)
- 3月17日
  - 東日本旅客鉄道
    - （運転再開） 大湊線 野辺地駅 - 大湊駅 (58.4 km)（全線復旧）
    - （運転再開） 東北本線 北上駅 - 花巻駅 (12.5 km)

  - IGRいわて銀河鉄道
    - （運転再開） いわて銀河鉄道線 いわて沼宮内駅 - 目時駅 (50.0 km)（全線復旧）

  - 青い森鉄道
    - （運転再開） 青い森鉄道線 目時駅 - 八戸駅 (25.9 km)（全線復旧）

  - わたらせ渓谷鐵道
    - （運転再開） わたらせ渓谷線 相老駅 - 神戸駅 (23.3 km)（輪番停電のため14日から不通だった。）
- 3月18日
  - 東日本旅客鉄道
    - （運転再開） 秋田新幹線 盛岡駅（在来線ホーム） - 秋田駅 (127.3 km)
    - （運転再開） 五能線 東能代駅 - 岩館駅 (29.1 km)・鰺ケ沢駅 - 川部駅 (43.4 km)
    - （運転再開） 常磐線 取手駅 - 土浦駅 (26.4 km)
    - （運転再開） 田沢湖線 大曲駅 - 赤渕駅 (53.6 km)（全線復旧）
    - （運転再開） 八戸線 八戸駅 - 鮫駅 (11.8 km)
    - （運転再開） 花輪線 好摩駅 - 荒屋新町駅 (37.6 km)（上り列車は松尾八幡平駅発のみ）
    - （運転再開） 山田線 盛岡駅 - 上米内駅 (9.9 km)
    - （運転再開） 鹿島線 香取駅 - 延方駅 (10.4 km)
- 3月19日
  - 東日本旅客鉄道
    - （運転再開） 北上線 北上駅 - ほっとゆだ駅 (35.2 km)
    - （運転再開） 五能線 岩館駅 - 鰺ケ沢駅 (74.7 km)（全線復旧）
    - （運転再開） 花輪線 荒屋新町駅 - 大館駅 (69.3 km)（全線復旧）
- 3月20日
  - 東日本旅客鉄道
    - （運転再開） 奥羽本線（山形線） 米沢駅 - 山形駅 (47.0 km)（普通のみ。山形新幹線は運休。）
    - （運転再開） 北上線 ほっとゆだ駅 - 横手駅 (25.9 km)（全線復旧）
    - （運転再開） 東北本線 一ノ関駅 - 北上駅 (42.4 km)
    - （運転再開） 米坂線 米沢駅 - 小国駅 (58.3 km)（全線復旧）

  - 三陸鉄道
    - （運転再開） 北リアス線 宮古駅 - 田老駅 (12.7 km)

  - 山形鉄道
    - （運転再開） フラワー長井線 赤湯駅 - 荒砥駅 (30.5 km)（全線復旧）
- 3月21日
  - 東日本旅客鉄道
    - （運転再開） 奥羽本線 院内駅 - 横堀駅 (4.0 km)
- 3月22日
  - 東日本旅客鉄道
    - （運転再開） 東北新幹線 盛岡駅 - 新青森駅 (178.4 km)（「はやて」のみ。）
    - （運転再開） 飯山線 十日町駅 - 越後川口駅 (21.4 km)
- 3月23日
  - 東日本旅客鉄道
    - （運転再開） 奥羽本線（山形線） 山形駅 - 新庄駅 (61.5 km)（普通のみ。山形新幹線は運休。）
    - （運転再開） 只見線 会津若松駅 - 西若松駅 (3.1 km)（会津鉄道直通列車のみ。）

  - 真岡鐵道
    - （運転再開） 真岡線 真岡駅 - 茂木駅 (25.5 km)
- 3月24日
  - 東日本旅客鉄道
    - （運転再開） 八戸線 鮫駅 - 階上駅 (15.7 km)
- 3月26日
  - 東日本旅客鉄道
    - （運転再開） 磐越西線 郡山駅 - 津川駅 (137.0 km)（全線復旧）
    - （運転再開） 山田線 上米内駅 - 宮古駅 (92.2 km)

  - 筑波観光鉄道
    - （運転再開） 筑波山鋼索鉄道線 宮脇駅 - 筑波山頂駅 (1.6 km)（全線復旧）
- 3月27日
  - 東日本旅客鉄道
    - （運転再開） 奥羽本線 新庄駅 - 院内駅 (45.8 km)
- 3月28日
  - 東日本旅客鉄道
    - （運転再開） 左沢線 北山形駅 - 左沢駅 (24.3 km)（全線復旧）
    - （運転再開） 釜石線 花巻駅 - 遠野駅 (46.0 km)
    - （運転再開） 仙石線 あおば通駅 - 小鶴新田駅 (5.6 km)
- 3月29日
  - 東日本旅客鉄道
    - （運転再開） 只見線 大白川駅 - 小出駅 (26.0 km)
    - （運転再開） 東北本線 郡山駅 - 本宮駅 (14.0 km)

  - 三陸鉄道
    - （運転再開） 北リアス線 田老駅 - 小本駅（現・岩泉小本駅） (12.4 km)
- 3月30日
  - 東日本旅客鉄道
    - （運転再開） 只見線 西若松駅 - 会津坂下駅 (18.5 km)
- 3月31日
  - 東日本旅客鉄道
    - （運転再開） 山形新幹線 福島駅（在来線ホーム） - 新庄駅 (148.6 km)
    - （運転再開） 奥羽本線（山形線） 福島駅 - 米沢駅 (40.1 km)（全線復旧）
    - （運転再開） 常磐線 土浦駅 - 勝田駅 (57.3 km)
    - （運転再開） 東北本線 仙台駅 - 岩切駅 (8.1 km)
    - （運転再開） 磐越東線 船引駅 - 郡山駅 (23.1 km)

  - わたらせ渓谷鐵道
    - （運転再開） わたらせ渓谷線 桐生駅 - 相老駅 (3.1 km)（輪番停電のため14日から不通だった。）

### 4月
- 4月1日
  - 東日本旅客鉄道
    - （運転再開） 大船渡線 一ノ関駅 - 気仙沼駅 (62.0 km)

  - 東京地下鉄
    - （運転再開） 副都心線 和光市駅 - 池袋駅 (11.5 km)（全線復旧）

  - 真岡鐵道
    - （運転再開） 真岡線 下館駅 - 真岡駅 (16.4 km)（全線復旧）

  - 山万
    - （運転再開） ユーカリが丘線 ユーカリが丘駅 → ユーカリが丘駅 (5.1 km)（全線復旧）

  - わたらせ渓谷鐵道
    - （運転再開） 神戸駅 - 間藤駅 (17.7 km)（全線復旧）
- 4月2日
  - 東日本旅客鉄道
    - （運転再開） 東北本線 安積永盛駅 - 郡山駅 (4.9 km)（水郡線は不通）・名取駅 - 仙台駅 (10.4 km)（常磐線は不通）

  - 鹿島臨海鉄道
    - （運転再開） 大洗鹿島線 水戸駅 - 大洗駅 (11.6 km)

  - 東京急行電鉄・東京地下鉄・東武鉄道
    - （直通運転再開） 田園都市線 中央林間駅 - 渋谷駅 - 半蔵門線 押上駅 - 伊勢崎線 久喜駅/日光線 南栗橋駅（東急・東京地下鉄は3月11日に直通再開）

  - 東京都交通局
    - （運転再開） 上野懸垂線 上野動物園東園駅 - 上野動物園西園駅 (0.3 km)（全線復旧）

  - 東武鉄道
    - （運転再開） 伊勢崎線 押上駅 - 曳舟駅 (1.3 km)（全線復旧）

  - 舞浜リゾートライン
    - （運転再開） ディズニーリゾートライン リゾートゲートウェイ・ステーション駅 → リゾートゲートウェイ・ステーション駅 (5.0 km)（全線復旧）
- 4月3日
  - 東日本旅客鉄道
    - （運転再開） 東北本線 岩沼駅 - 名取駅 (7.2 km)
- 4月5日
  - 東日本旅客鉄道
    - （運転再開） 東北本線 本宮駅 - 福島駅 (32.1 km)・岩切駅 - 松島駅 (15.3 km)・岩切駅 - 利府駅 (4.2 km)（利府支線復旧）
- 4月6日
  - 東日本旅客鉄道
    - （運転再開） 釜石線 遠野駅 - 釜石駅 (44.2 km)（全線復旧）
    - （運転再開） 東北本線 花泉駅 - 一ノ関駅 (13.9 km)

  - 阿武隈急行
    - （運転再開） 阿武隈急行線 保原駅 - 梁川駅 (5.5 km)
- 4月7日
  - 北海道旅客鉄道
    - （災害・不通） 海峡線 中小国駅 - 木古内駅 (87.8 km)（余震発生のため。）

  - 東日本旅客鉄道
    - （運転再開） 常磐線 勝田駅 - 高萩駅
    - （運転再開） 水戸線 小山駅 - 友部駅 (50.2 km)（全線復旧）
    - （運転再開・災害・不通） 東北新幹線 一ノ関駅 - 盛岡駅 (90.2 km)（「はやて」のみ。運転再開後余震発生による亀裂損傷のため再び運転見合わせ。）
    - （運転再開・災害・不通） 東北本線 福島駅 - 岩沼駅 (61.4 km)（運転再開後余震発生のため再び運転見合わせ。）
    - （災害・不通） 東北新幹線 盛岡駅 - 新青森駅 (178.4 km)（余震発生のため。）
    - （災害・不通） 秋田新幹線 盛岡駅（在来線ホーム） - 秋田駅 (127.3 km)（余震発生のため。）
    - （災害・不通） 山形新幹線 福島駅（在来線ホーム） - 新庄駅 (148.6 km)（余震発生のため。）
    - （災害・不通） 左沢線 北山形駅 - 左沢駅 (24.3 km)（余震発生のため。）
    - （災害・不通） 羽越本線 酒田駅 - 羽後本荘駅 (62.0 km)（余震発生のため。）
    - （災害・不通） 奥羽本線 福島駅 - 横手駅 (228.3 km)・大館駅 - 青森駅 (81.6 km)（余震発生のため。）
    - （災害・不通） 大船渡線 一ノ関駅 - 気仙沼駅 (62.0 km)（余震発生のため。）
    - （災害・不通） 大湊線 野辺地駅 - 大湊駅 (58.4 km)（余震発生のため。）
    - （災害・不通） 釜石線 花巻駅 - 釜石駅 (90.2 km)（余震発生のため。）
    - （災害・不通） 五能線 岩館駅 - 鰺ケ沢駅 (74.7 km)（余震発生のため。）
    - （災害・不通） 仙石線 あおば通駅 - 小鶴新田駅 (5.6 km)（余震発生のため。）
    - （災害・不通） 田沢湖線 大曲駅 - 盛岡駅 (75.6 km)（余震発生のため。）
    - （災害・不通） 津軽線 青森駅 - 三厩駅 (55.8 km)（余震発生のため。）
    - （災害・不通） 東北本線 黒磯駅 - 福島駅 (109.5 km)・岩沼駅 - 盛岡駅 (201.1 km)・岩切駅 - 利府駅 (4.2 km)（余震発生のため。）
    - （災害・不通） 八戸線 八戸駅 - 階上駅 (27.5 km)（余震発生のため。）
    - （災害・不通） 花輪線 好摩駅 - 大館駅 (106.9 km)（余震発生のため。）
    - （災害・不通） 磐越西線 郡山駅 - 会津若松駅 (64.6 km)（余震発生のため。）
    - （災害・不通） 山田線 盛岡駅 - 宮古駅 (102.1 km)（余震発生のため。）

  - IGRいわて銀河鉄道
    - （災害・不通） いわて銀河鉄道線 盛岡駅 - 目時駅 (82.0 km)（余震発生のため。）

  - 青い森鉄道
    - （災害・不通） 青い森鉄道線 目時駅 - 浅虫温泉駅 (104.7 km)（余震発生のため。）

  - 山形鉄道
    - （災害・不通） フラワー長井線 赤湯駅 - 荒砥駅 (30.5 km)（余震発生のため。）

  - 鹿島臨海鉄道
    - （運転再開） 大洗鹿島線 大洋駅 - 鹿島サッカースタジアム駅 (14.0 km)
- 4月8日
  - 東日本旅客鉄道
    - （運転再開） 只見線 会津坂下駅 - 会津川口駅 (39.2 km)

  - 鹿島臨海鉄道
    - （運転再開） 大洗鹿島線 大洗駅 - 新鉾田駅 (19.4 km)
- 4月9日
  - 北海道旅客鉄道
    - （運転再開） 海峡線 中小国駅 - 木古内駅 (87.8 km)（全線復旧）

  - 東日本旅客鉄道
    - （運転再開） 秋田新幹線 盛岡駅（在来線ホーム） - 秋田駅 (127.3 km)
    - （運転再開） 左沢線 北山形駅 - 左沢駅 (24.3 km)（全線復旧）
    - （運転再開） 羽越本線 酒田駅 - 羽後本荘駅 (62.0 km)（全線復旧）
    - （運転再開） 奥羽本線 米沢駅 - 山形駅 (47.0 km)（山形新幹線は運休）・新庄駅 - 横手駅 (79.7 km)・大館駅 - 青森駅 (81.6 km)
    - （運転再開） 田沢湖線 大曲駅 - 盛岡駅 (75.6 km)（全線復旧）
    - （運転再開） 津軽線 青森駅 - 中小国駅 (31.4 km)（蟹田駅 - 中小国駅間は津軽海峡線のみ。）
    - （運転再開） 東北本線 安積永盛駅 - 本宮駅 (18.9 km)（水郡線は運休）・北上駅 - 盛岡駅 (47.8 km)
    - （運転再開） 磐越西線 郡山駅 - 会津若松駅 (64.6 km)（全線復旧）
    - （運転再開） 磐越東線 船引駅 - 郡山駅 (23.1 km)

  - IGRいわて銀河鉄道
    - （運転再開） いわて銀河鉄道線 盛岡駅 - 二戸駅 (70.8 km)

  - 青い森鉄道
    - （運転再開） 青い森鉄道線 八戸駅 - 浅虫温泉駅 (78.8 km)

  - 山形鉄道
    - （運転再開） フラワー長井線 赤湯駅 - 荒砥駅 (30.5 km)（全線復旧）
- 4月10日
  - 東日本旅客鉄道
    - （運転再開） 五能線 岩館駅 - 鰺ケ沢駅 (74.7 km)（全線復旧）
    - （運転再開） 津軽線 中小国駅 - 三厩駅 (24.4 km)（全線復旧）
    - （運転再開） 東北本線 本宮駅 - 福島駅 (32.1 km)
    - （運転再開） 八戸線 八戸駅 - 階上駅 (27.5 km)
    - （運転再開） 山田線 盛岡駅 - 上米内駅 (9.9 km)

  - IGRいわて銀河鉄道
    - （運転再開） いわて銀河鉄道線 二戸駅 - 目時駅 (11.2 km)（全線復旧）

  - 青い森鉄道
    - （運転再開） 青い森鉄道線 目時駅 - 八戸駅 (25.9 km)（全線復旧）
- 4月11日
  - 東日本旅客鉄道
    - （運転再開） 山形新幹線 福島駅（在来線ホーム） - 新庄駅 (148.6 km)
    - （運転再開） 奥羽本線（山形線） 福島駅 - 米沢駅 (40.1 km)・山形駅 - 新庄駅 (61.5 km)（全線復旧）
    - （運転再開） 大湊線 野辺地駅 - 大湊駅 (58.4 km)（全線復旧）
    - （運転再開） 常磐線 高萩駅 - いわき駅 (46.9 km)
    - （運転再開） 水郡線 常陸青柳駅 - 安積永盛駅 (135.6 km)・上菅谷駅 - 常陸太田駅 (9.5 km)（常陸太田支線復旧）
    - （運転再開） 東北本線 水沢駅 - 北上駅 (17.4 km)
    - （運転再開） 花輪線 好摩駅 - 大館駅 (106.9 km)（全線復旧）
- 4月12日
  - 東日本旅客鉄道
    - （運転再開） 東北新幹線 那須塩原駅 - 福島駅 (115.0 km)（「やまびこ」「なすの」「つばさ」のみ。）
    - （運転再開） 釜石線 花巻駅 - 釜石駅 (90.2 km)（全線復旧）
    - （運転再開） 常磐線 亘理駅 - 岩沼駅 (8.5 km)
    - （運転再開） 只見線 会津川口駅 - 只見駅 (27.6 km)
    - （運転再開） 東北本線 福島駅 - 仙台駅 (79.0 km)
    - （直通運転再開） 東北新幹線 東京駅 - 山形新幹線 新庄駅（東北新幹線内も「つばさ」単独運転。）
- 4月13日
  - 東日本旅客鉄道
    - （運転再開） 東北新幹線 盛岡駅 - 新青森駅 (178.4 km)
    - （運転再開） 磐越東線 小野新町駅 - 船引駅 (22.4 km)
    - （運転再開） 山田線 上米内駅 - 宮古駅 (92.2 km)

  - 江ノ島電鉄
    - （処分） 東日本旅客鉄道との連絡通学定期乗車券誤発売の営業事故を受け、関東運輸局より警告文書発出。
- 4月14日
  - 東日本旅客鉄道
    - （運転再開） 只見線 只見駅 - 大白川駅 (20.8 km)（全線復旧）

  - 阿武隈急行
    - （運転再開） 阿武隈急行線 梁川駅 - 富野駅 (3.8 km)
- 4月15日
  - 東日本旅客鉄道
    - （運転再開） 水郡線 水戸駅 - 常陸青柳駅 (1.9 km)（全線復旧）
    - （運転再開） 仙石線 あおば通駅 - 小鶴新田駅 (5.6 km)
    - （運転再開） 東北本線 一ノ関駅 - 水沢駅 (25.0 km)
    - （運転再開） 磐越東線 いわき駅 - 小野新町駅 (40.1 km)（全線復旧）
- 4月16日
  - 東日本旅客鉄道
    - （運転再開） 鹿島線 延方駅 - 鹿島サッカースタジアム駅 (7.0 km)（全線復旧）

  - 鹿島臨海鉄道
    - （直通運転再開） 鹿島線 鹿島サッカースタジアム駅 - 鹿島神宮駅
- 4月17日
  - 東日本旅客鉄道
    - （運転再開） 石巻線 小牛田駅 - 前谷地駅 (12.8 km)
    - （運転再開） 常磐線 いわき駅 - 四ツ倉駅 (9.8 km)
    - （運転再開） 東北本線 黒磯駅 - 安積永盛駅 (58.5 km)・長町駅 - 仙台貨物ターミナル駅 (3.8 km)
- 4月18日
  - 東日本旅客鉄道
    - （運転再開） 大船渡線 一ノ関駅 - 気仙沼駅 (62.0 km)

  - 阿武隈急行
    - （運転再開） 阿武隈急行線 瀬上駅 - 保原駅 (5.3 km)・角田駅 - 槻木駅 (11.6 km)
- 4月19日
  - 東日本旅客鉄道
    - （運転再開） 仙石線 小鶴新田駅 - 東塩釜駅 (11.6 km)
- 4月21日
  - 東日本旅客鉄道
    - （運転再開） 東北本線 仙台駅 - 一ノ関駅 (93.3 km)・仙台貨物ターミナル駅 - 東仙台駅 (2.8 km)・岩切駅 - 利府駅 (4.2 km)（全線復旧）
- 4月23日
  - 東日本旅客鉄道
    - （運転再開） 東北新幹線 一ノ関駅 - 盛岡駅 (90.2 km)
- 4月25日
  - 東日本旅客鉄道
    - （運転再開） 東北新幹線 福島駅 - 仙台駅 (79.0 km)
- 4月29日
  - 東日本旅客鉄道
    - （運転再開） 東北新幹線 仙台駅 - 一ノ関駅 (93.3 km)（全線復旧）
    - （運転再開） 飯山線 戸狩野沢温泉駅 - 十日町駅 (47.8 km)（全線復旧）
    - （運転再開） 気仙沼線 前谷地駅 - 柳津駅 (17.5 km)
    - （直通運転再開） 東北新幹線 東京駅 - 秋田新幹線 秋田駅

  - 仙台市交通局
    - （運転再開） 南北線 泉中央駅 - 台原駅 (4.3 km)（全線復旧）

### 5月
- 5月14日
  - 東日本旅客鉄道
    - （運転再開） 常磐線 四ツ倉駅 - 久ノ浜駅 (4.8 km)
- 5月16日
  - 阿武隈急行
    - （運転再開） 阿武隈急行線 富野駅 - 角田駅 (21.2 km)（全線復旧）
- 5月19日
  - 東日本旅客鉄道
    - （運転再開） 石巻線 前谷地駅 - 石巻駅 (15.1 km)
- 5月21日
  - 京阪電気鉄道
    - （事故） 京阪本線 六助踏切（牧野駅 - 御殿山駅）間で、走行中の下り特急列車が踏切内に進入したバイクと衝突。バイクを運転していた高校生一人が死亡。同乗していた高校生が重傷。いずれもノーヘル。
- 5月25日
  - 鹿島臨海鉄道
    - （運転再開） 鹿島臨港線 鹿島サッカースタジアム駅 - 神栖駅 (10.1 km)
- 5月27日
  - 北海道旅客鉄道
    - （事故） 石勝線 清風山信号場構内・第一ニニウトンネル内で特急スーパーおおぞら14号が煙を上げ緊急停止後炎上（石勝線特急列車脱線火災事故）。
- 5月28日
  - 東日本旅客鉄道
    - （運転再開） 仙石線 東塩釜駅 - 高城町駅 (8.3 km)
- 5月30日
  - 福島臨海鉄道
    - （運転再開） 本線 泉駅 - 宮下駅 (3.6 km)

### 6月
- 6月7日
  - 鹿島臨海鉄道
    - （運転再開） 鹿島臨港線 神栖駅 - 奥野谷浜駅 (9.1 km)（全線復旧）
- 6月15日
  - 北海道旅客鉄道
    - （インシデント） 石勝線 追分駅構内で、特急「スーパーとかち1号」が出発信号機の進行現示により同信号を通過後、停止信号が現示されず進行現示のままとなるインシデント発生。
- 6月17日
  - 西日本鉄道
    - （事故） 天神大牟田線 下大利駅 - 都府楼前駅間を走行中の普通列車車内で、何らかの原因で発生した火花により乗客の幼児が大火傷を負った。
- 6月18日
  - 北海道旅客鉄道
    - （処分） 石勝線特急列車脱線火災事故及びその後の保安監査の結果、北海道運輸局より事業改善命令発令及び改善指示書発出。
- 6月21日
  - 西日本旅客鉄道
    - （処分） 6月9日及び10日に特急「はくたか」が速度計交換の際のミスにより最高速度を超過して運転した件を受け、北陸信越運輸局より警告文書発出。
- 6月23日
  - 東京地下鉄
    - （処分） 半蔵門線の運転士が乗務中に私用の携帯電話を使用していた不祥事を受け、関東運輸局より警告文書発出。
- 6月25日
  - ひたちなか海浜鉄道
    - （運転再開） 湊線 中根駅 - 那珂湊駅 (3.4 km)

### 7月
- 7月3日
  - ひたちなか海浜鉄道
    - （運転再開） 湊線 勝田駅 - 中根駅 (4.8 km)・那珂湊駅 - 平磯駅 (2.6 km)
- 7月12日
  - 鹿島臨海鉄道
    - （運転再開） 大洗鹿島線 新鉾田駅 - 大洋駅 (8.0 km)（全線復旧）
- 7月14日
  - 東日本旅客鉄道
    - （災害・事故） 磐越西線 徳沢駅構内で、上り快速「あがの」が落石と衝突し脱線。
- 7月16日
  - 東日本旅客鉄道
    - （運転再開） 仙石線 矢本駅 - 石巻駅 (8.8 km)
- 7月23日
  - ひたちなか海浜鉄道
    - （運転再開） 湊線 平磯駅 - 阿字ヶ浦駅 (3.5 km)（全線復旧）

  - 仙台空港鉄道
    - （運転再開） 仙台空港線 名取駅 - 美田園駅 (3.8 km)

  - 中華人民共和国鉄道部
    - （事故） 20時34分（北京時間）、浙江省温州市双嶼路段下嶴路を通る甬台温高速鉄道（杭福深旅客専用線の一部）で、北京から福州に向かうD301号列車と、杭州から福州に向かうD3115号列車が衝突・脱線（2011年温州市鉄道衝突脱線事故）。
- 7月30日
  - 東日本旅客鉄道
    - （災害・不通） 只見線 会津坂下駅 - 小出駅 (113.6 km)（新潟・福島豪雨の影響で、第五・第六・第七只見川橋梁が流失のため。）

### 8月
- 8月8日
  - 東日本旅客鉄道
    - （運転再開） 八戸線 階上駅 - 種市駅 (6.7 km)
- 8月9日
  - 天竜浜名湖鉄道
    - （インシデント） 天竜浜名湖線 都田駅構内で、停車のためブレーキを掛けながら進入した上り普通列車のホーム側のドアが停車前にもかかわらず開扉。
- 8月12日
  - 大井川鐵道
    - （運転再開） 井川線 千頭駅 - 奥泉駅 (7.5 km) （がけ崩れ恐れのため前年8月28日から不通だった）
- 8月26日
  - 北近畿タンゴ鉄道
    - （処分） 前日に宮津線で発生した、走行中の気動車から床下機器の一部が脱落した件を受け、近畿運輸局より警告。

### 9月
- 9月4日
  - 東海旅客鉄道・西日本旅客鉄道・南海電気鉄道・三岐鉄道
    - （災害） 台風12号の影響で、紀勢本線熊野市駅構内の井戸川橋梁[1] および那智駅 - 紀伊天満駅間の那智川橋梁[2] が共に流失、紀勢本線は熊野市駅 - 新宮駅 - 白浜駅間が長期間不通となる見通し。南海高野線 橋本駅 - 紀伊清水駅間の紀ノ川橋梁、三岐鉄道三岐線 保々駅 - 北勢中央公園口駅間の朝明川橋梁も橋脚がずれるなどして線路が大きく損傷したため、それぞれ橋本駅 - 紀伊清水駅間、保々駅 - 梅戸井駅間で長期運休の予定[3]。このほか因美線 美作加茂駅 - 智頭駅間でもがけ崩れのため不通となっていた[3]。
- 9月16日
  - 東日本旅客鉄道
    - （運転再開） 飯山線 森宮野原駅 - 十日町駅 (25.6 km) （新潟・福島豪雨のため7月30日から運休中だった）
- 9月26日
  - 西日本旅客鉄道
    - （運転再開） 美祢線 厚狭駅 - 長門市駅 (46.0 km) （豪雨災害のため2010年7月15日から運休中だった）

### 10月
- 10月1日
  - 仙台空港鉄道
    - （運転再開） 仙台空港線 美田園駅 - 仙台空港駅 (3.3 km)（全線復旧）
- 10月4日
  - 東京地下鉄・西武鉄道
    - （事故） 有楽町線・副都心線 小竹向原駅付近のトンネル内でコンクリート片落下による信号トラブル発生。両線及び直通先の西武有楽町線は一時運転見合わせ（小竹向原駅信号ケーブル切断事故。

  - 東京地下鉄
    - （処分） 前述の事故を受け、関東運輸局より警告文書発出。
- 10月10日
  - 東日本旅客鉄道
    - （運転再開） 常磐線 久ノ浜駅 - 広野駅 (8.4 km)
- 10月14日
  - 東日本旅客鉄道
    - （運転再開） 磐越西線 津川駅 - 馬下駅 (21.4 km)

  - 阪急電鉄
    - （処分） 前日に宝塚本線の運転士が乗務中に私用の携帯電話を使用していた不祥事を受け、近畿運輸局より警告文書発出。
- 10月24日
  - 東日本旅客鉄道
    - （事故） 横須賀線 金子跨線橋（西大井駅 - 武蔵小杉駅間）で、下り普通列車が跨線橋から転落した個人タクシーと衝突。タクシーの運転手が死亡、乗客は負傷。

### 11月
- 11月1日
  - 秩父鉄道
    - （事故） 秩父本線 樋口No.3踏切（樋口駅 - 野上駅間）で、走行中の普通列車にダンプカーが衝突し、列車が脱線。
- 11月7日
  - 岩手開発鉄道
    - （運転再開） 赤崎線 盛駅 - 赤崎駅 (2.0 km)（全線復旧）
    - （運転再開） 日頃市線 盛駅 - 岩手石橋駅 (9.5 km)（全線復旧）
- 11月25日
  - 仙台臨海鉄道
    - （運転再開） 仙台西港線 仙台港駅 - 仙台西港駅 (2.5 km)（全線復旧）
    - （運転再開） 臨海本線 陸前山王駅 - 仙台港駅 (1.6 km)
- 11月29日
  - 西日本旅客鉄道
    - （事故） 北陸本線 新菅波踏切（加賀温泉駅 - 大聖寺駅間）で、上り特急「サンダーバード2号」が踏切内に進入した自動車と衝突し、脱線。

### 12月
- 12月7日
  - 東京地下鉄
    - （事故・処分） 有楽町線豊洲駅でポイントのユニット部設置作業中に、作業員がユニットとトンネルの壁に挟まれる死傷事故が発生。有楽町線は一時運転見合わせ。同日関東運輸局より警告文書発出。
- 12月24日
  - 西武鉄道
    - （事故） 新宿線・国分寺線・西武園線東村山駅で列車脱線事故発生（西武新宿線東村山駅列車脱線事故）。
- 12月21日
  - 東日本旅客鉄道
    - （運転再開） 常磐線 原ノ町駅 - 相馬駅 (20.1 km)
- 12月27日
  - 東海旅客鉄道
    - （事故） 東海道本線 岐阜貨物ターミナル駅付近で貨物列車が脱線（岐阜貨物ターミナル駅列車脱線事故）。

## 鉄道車両

### 運転開始・運転終了・さよなら運転

#### 1月
- 1月29日
  - 小田急電鉄
    - （さよなら運転） 5000形（小田原線・多摩線 新宿駅 - 新百合ヶ丘駅 - 唐木田駅(6両編成と4両編成を連結した10両で運転)）
- 1月30日
  - 小田急電鉄
    - （運転終了・さよなら運転） 5000形6両編成（小田原線・多摩線 新宿駅 - 新百合ヶ丘駅 - 唐木田駅(4両編成を連結した10両で運転)）

#### 2月
- 2月26日
  - 西日本旅客鉄道
    - （さよなら運転） キハ181系（山陰本線 京都駅 → 米子駅）

  - 横浜新都市交通
    - （運転開始） 2000形（シーサイドライン 新杉田駅 - 金沢八景駅）
- 2月27日
  - 西日本旅客鉄道
    - （さよなら運転） キハ181系（山陰本線 米子駅 → 京都駅）

#### 3月
- 3月5日
  - 東日本旅客鉄道
    - （運転開始） E5系（東北新幹線 東京駅 - 新青森駅(「はやぶさ」のみ)）

#### 5月
- 5月15日
  - 流鉄
    - （さよなら運転） 3000形電車

#### 6月
- 6月4日
  - 東日本旅客鉄道
    - （運転開始） 253系1000番台（特急「日光」「きぬがわ」。4月16日導入予定が東日本大震災により延期[4]）
- 6月20日
  - 東日本旅客鉄道
    - （運転終了） 201系（京葉線 東京駅 - 蘇我駅。京葉線での運転終了。）

#### 9月
- 9月1日
  - 東日本旅客鉄道
    - （定期運転終了）113系（内房線 蘇我駅 - 安房鴨川駅/外房線 千葉駅 - 安房鴨川駅/総武本線 千葉駅 - 銚子駅/東金線 大網駅 - 成東駅/成田線 佐倉駅 - 松岸駅・成田駅 - 成田空港駅。東日本旅客鉄道での運転終了。）
- 9月18日
  - 東日本旅客鉄道
    - （さよなら運転） 113系（東海道本線・横須賀線 東京駅 - 戸塚駅 - 大船駅 - 横須賀駅）
- 9月19日
  - 東日本旅客鉄道
    - （さよなら運転） 113系（東海道本線・横須賀線 東京駅 - 戸塚駅 - 大船駅 - 横須賀駅）
- 9月23日
  - 東日本旅客鉄道
    - （さよなら運転） 113系（総武本線・成田線 両国駅 → 銚子駅 → 松岸駅 → 佐倉駅 → 両国駅）
- 9月24日
  - 東日本旅客鉄道
    - （さよなら運転） 113系（総武本線・内房線 両国駅 - 千葉駅 - 館山駅/総武本線・外房線・内房線 両国駅 - 千葉駅 - 安房鴨川駅 - 館山駅）
- 9月26日
  - 東日本旅客鉄道
    - （運転終了） 203系（常磐緩行線・東京メトロ千代田線 取手駅 - 綾瀬駅 - 代々木上原駅）

#### 10月
- 10月15日
  - 東日本旅客鉄道
    - （さよなら運転） 113系（総武本線・中央本線・山手貨物線・高崎線・上越線・信越本線 津田沼駅 → 御茶ノ水駅 → 新宿駅 → 大宮駅 → 高崎駅 → 越後湯沢駅・直江津駅 → 長野駅）

#### 11月
- 11月18日
  - 東日本旅客鉄道
    - （定期運用終了） 200系（東北新幹線 大宮 - 仙台）
- 11月19日
  - 東日本旅客鉄道
    - （運転開始） E5系（東北新幹線「はやて」「やまびこ」）

### 新系列・新形式
- 東日本旅客鉄道
  - E657系電車
- 日本貨物鉄道
  - ホキ2000形貨車
- 東京地下鉄
  - 1000系電車
- 南海電気鉄道
  - 12000系電車
- 長崎電気軌道
  - 5000形電車
- 横浜新都市交通
  - 2000形電車
- 名古屋市交通局
  - N3000形電車

### 譲渡形式
- 長野電鉄 ← 東日本旅客鉄道
  - 長野電鉄2100系電車（←JR東日本253系電車）

### 消滅形式
- 京阪電気鉄道
  - テレビカー（8000系電車に設置済みのテレビの撤去であり、厳密には形式消滅ではない）
- 京王電鉄
  - 6000系電車（老朽化による引退）
  - 3000系電車（老朽化による引退）
- 東京都交通局
  - 7500形電車（老朽化による引退）
- 東日本旅客鉄道
  - 201系電車（老朽化による引退）
  - 113系電車（老朽化による引退）
  - 203系電車（老朽化による引退）
- 流鉄
  - 3000形電車（老朽化による引退）

### 受賞
- 第54回ブルーリボン賞 - 京成電鉄AE形電車（2代目）
- 第51回ローレル賞 - 東京メトロ16000系電車
- 第11回ブルネル賞
  - ブルネル賞 - JR西日本・JR九州N700系7000・8000番台新幹線電車
  - 優秀賞 - JR東日本E5系新幹線電車、JR東日本E257系電車
  - 奨励賞 - JR東日本HB-E300系気動車、熊本駅おてもやん通り（JR九州）、JR博多シティつばめの杜広場（JR九州）、JR博多シティタイル画アートプロジェクト（JR九州）、イラストレーションによるPRプロジェクト（JR九州）
- グッドデザイン賞 - JR西日本225系電車、JR西日本・JR九州N700系7000・8000番台新幹線電車

## 索道
- 4月1日
  - 神戸リゾートサービス
    - （路線名改称） 神戸布引ロープウェイ←新神戸ロープウェー
    - （駅名改称） ハーブ園山麓駅←北野1丁目駅、風の丘中間駅←風の丘駅、ハーブ園山頂駅←布引ハーブ園駅（神戸布引ロープウェイ）

## その他
- この年の3月27日の名古屋市営地下鉄桜通線野並駅 - 徳重駅間延伸の後、日本国内においては2015年3月14日の北陸新幹線長野駅 - 金沢駅間延伸まで、およそ4年にわたって新規の鉄道路線開業がなかった（事業者変更および災害復旧を除く）。これは日本の鉄道史上もっとも長い間隔となる[要出典]。
- 3月14日
  - 東海旅客鉄道
    - 愛知県名古屋市港区金城ふ頭に「リニア・鉄道館〜夢と想い出のミュージアム〜」がオープン
- 5月9日
  - 東武鉄道
    - （開通100周年） 野田線 野田市駅 - 柏駅
- 6月2日
  - 九州旅客鉄道
    - 九州新幹線全線開業キャンペーンCM「祝!九州」がギャラクシー賞受賞。
- 6月22日
  - 九州旅客鉄道
    - 九州新幹線全線開業キャンペーンCM「祝!九州」がカンヌライオンズ 国際クリエイティビティ・フェスティバル アウトドア部門で金賞受賞。
- 7月1日
  - CSテレビ放送・スカパー!の255chに、鉄道番組専門チャンネル「鉄道チャンネル」が開局[5]。
- 8月11日
  - 東武鉄道
    - （開通80周年） 宇都宮線 新栃木駅 - 東武宇都宮駅
- 9月12日
  - 北海道旅客鉄道
    - 代表取締役社長・中島尚俊が現職のまま遺書を残し行方不明に。
- 9月18日
  - 北海道旅客鉄道
    - 小樽市オタモイ海岸沖で、9月12日から行方不明だった代表取締役社長・中島尚俊の遺体発見。